# فرد بينيت (لاعب كرة قاعدة)
فرد بينيت (بالإنجليزية: Fred Bennett)‏ هو لاعب كرة قاعدة أمريكي، ولد في 15 مارس 1902 في أتكينز في الولايات المتحدة، وتوفي بنفس المكان في 12 مايو 1957.

## وصلات خارجية
- فرد بينيت على موقعبيزبول رفرنس.كوم (الدوري الرئيسي) (الإنجليزية)